# Rat Pack Filmproduktion
Die Rat Pack Filmproduktion GmbH ist eine deutsche Filmproduktionsgesellschaft mit Sitz in München und Berlin.

## Geschichte
Die Rat Pack Filmproduktion wurde 2001/2002 von Christian Becker und der Constantin Film AG gegründet. Geschäftsführer ist Christian Becker.
Neben Kinofilmen (unter anderem erfolgreichster deutscher Film 2008 mit Keinohrhasen, 2009 mit Wickie und die starken Männer, 2012 mit Türkisch für Anfänger und 2013 mit Fack ju Göhte) produziert Rat Pack für das Fernsehen, zunächst überwiegend für den Privatsender ProSieben, darunter auch deren erste Telenovela Lotta in Love, Filme wie Das Jesus Video sowie Reihen und Serien wie Die ProSieben Märchenstunde, Kalkofes Mattscheibe oder die ProSieben Funny Movies.
2010 und 2011 realisierten sie den ersten deutschsprachigen Real-3D Kinospielfilm Wickie auf großer Fahrt unter der Regie von Christian Ditter und entwickelten dafür mit Münchner Technik- und Postproduktionsunternehmen wie Arri ein komplett eigenständiges deutsches 3D-Aufnahme-System im Stereoskopie-Verfahren.
Der 2021 veröffentlichte Rat Pack Film Blood Red Sky ist die erfolgreichste deutsche Produktion von Netflix, mit über 50 Millionen Zuschauern weltweit.

## Logo
Inspiriert durch das „Rat Pack“ der 50er/60er Jahre besteht das Unternehmenslogo auch aus geschwungenen Buchstaben, die an die Schriftzüge der Sechziger oder großen Casinos erinnern. Das animierte Rat Pack-Logo im Vorspann der Filme, die sogenannte Schutzmarke und das Markenzeichen von Rat Pack, wird dabei als wiederkehrender Gag für Cineasten in jedem Kinofilm passend zur Art des Filmes komplett geändert oder angepasst.

## Produktionen (Auswahl)
- Das Jesus Video, Fernsehfilm (2002)
- Alles getürkt!, Fernsehfilm (2002)
- Der Wald vor lauter Bäumen, Fernsehfilm (2003, Co-Produktion mit Komplizen Film GbR)
- Kalkofes Mattscheibe, Fernseh-Satire (seit 2002)
- Der Wixxer, Kinofilm
- Das Blut der Templer, Fernsehfilm (2003–2004)
- Was nicht passt, wird passend gemacht, deutsche Comedyserie (2003–2006)
- Ratten 2 – Sie kommen wieder!, Fernsehfilm (2004)
- Jazzclub – Der frühe Vogel fängt den Wurm, Kinofilm (2004)
- Ich bin ein Berliner, Fernsehfilm (2005)
- Vollgas – Gebremst wird später, Fernsehfilm (2005)
- Die ProSieben Märchenstunde: Rotkäppchen – Wege zum Glück, Fernsehfilm (2005)
- Die ProSieben Märchenstunde: Rapunzel oder Mord ist ihr Hobby, Fernsehfilm (2005)
- Die ProSieben Märchenstunde: Zwerg Nase – Vier Fäuste für ein Zauberkraut, Fernsehfilm (2005)
- Die ProSieben Märchenstunde: Rumpelstilzchen – Auf Wache im Märchenwald, Fernsehfilm (2005)
- Die ProSieben Märchenstunde: Hoeckers buntes Märchenallerlei, Fernsehfilm (2005)
- Französisch für Anfänger, Kinofilm (2005–2006, Co-Produktion mit NEOS Film GmbH & Co.KG)
- Goldene Zeiten, Kinofilm (2006)
- Hui Buh – Das Schlossgespenst, Kinofilm (2006)
- Lotta in Love, Telenovela (2005–2007)
- Neues vom Wixxer, Kinofilm (2006–2007)
- Das Wunder von Loch Ness, Fernsehfilm (2007)
- Funny Movie: Dörte’s Dancing, Fernsehfilm (2008)
- Funny Movie: Eine wie keiner, Fernsehfilm (2008)
- Funny Movie: H3 – Halloween Horror Hostel, Fernsehfilm (2008)
- Funny Movie: Spiel mir das Lied und du bist tot!, Fernsehfilm (2008)
- Die Welle, Kinofilm (2008)
- Die ProSieben Märchenstunde – 2. Staffel, Fernseh-Reihe (2008)
- Mord ist mein Geschäft, Liebling, Kinofilm (2009)
- Vorstadtkrokodile, Kinofilm (2009)
- Wickie und die starken Männer, Kinofilm (2009)
- Die ProSieben Märchenstunde: 1001 Nacht – 3. Staffel, Fernseh-Reihe (2009/2010)
- Vorstadtkrokodile 2, Kinofilm (2010)
- Jerry Cotton, Kinofilm (2010)
- Das zweite Wunder von Loch Ness, Fernsehfilm (2010)
- Wir sind die Nacht, Kinofilm (2010)
- Teufelskicker, Kinofilm (2010)
- Vorstadtkrokodile 3, Kinofilm (2011)
- Funny Movie: Rookie – Fast platt, Fernsehfilm (2011)
- Funny Movie: Biss zur großen Pause – Das Highschool Vampir Grusical, Fernsehfilm (2011)
- Wickie auf großer Fahrt (3D), Kinofilm (2011)
- Türkisch für Anfänger, Kinofilm (2012)
- Kalkofes Mattscheibe Rekalked, Comedy/Satire (2012-)
- V8 – Du willst der Beste sein, Kinofilm (2013)
- Fack ju Göhte, Kinofilm (2013)
- Tape 13, Kinofilm (2014)
- Und Äktschn!, Kinofilm (2014)
- Abschussfahrt, Kinofilm (2015)
- V8 – Die Rache der Nitros, Kinofilm (2015)
- Stung, Kinofilm (2015/2016)
- Colonia Dignidad – Es gibt kein Zurück, Kinofilm (2015, Co-Produktion mit Majestic Film)
- Mara und der Feuerbringer, Kinofilm (2015)
- Bruder vor Luder, Kinofilm (2015)
- Gut Zu Vögeln, Kinofilm (2016)
- LenaLove, Kinofilm (2016, Co-Produktion mit Raffkin Pictures)
- Offline – Das Leben ist kein Bonuslevel, Kinofilm (2016)
- Auf Augenhöhe, Kinofilm (2016)
- Jim Knopf und Lukas der Lokomotivführer, Kinofilm (2018)
- Safari – Match Me If You Can, Kinofilm (2018)
- Wir sind die Welle, Serie (2019)
- Blood Red Sky, Film (2021)
- Cassandra, Fernsehserie (2025)

## Referenzen
1. ↑  KOMMENTAR: Geschichte wurde gemacht. Abgerufen am 24. August 2021.
2. ↑  RAT PACK FILM INTRO/ OPENER/ LOGOS (2002-2010) with new CONSTANTIN & WARNER BROS. OPENERS. Auf Youtube. Abgerufen am 6. September 2016.